# Terraformation dans la fiction

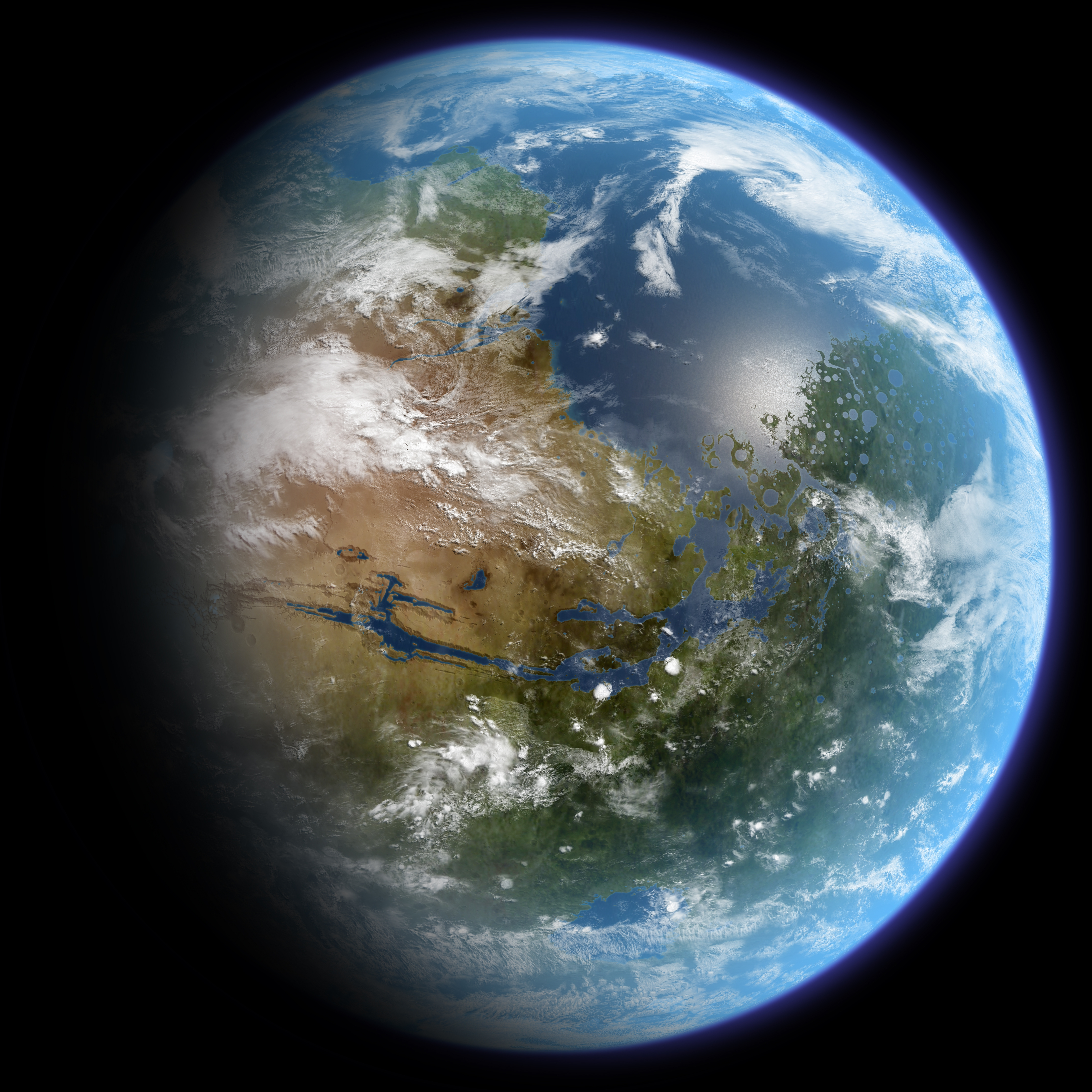
Une vision d'artiste de Mars terraformé centré sur Valles Marineris. Tharsis est visible sur le côté gauche. Cette transformation a été imaginée dans la Trilogie de Mars de l'auteur de science-fiction Kim Stanley Robinson mais aussi étudiés par des scientifiques dont Robert Zubrin. Robinson et Zubrin sont tous deux membres de la Mars Society.

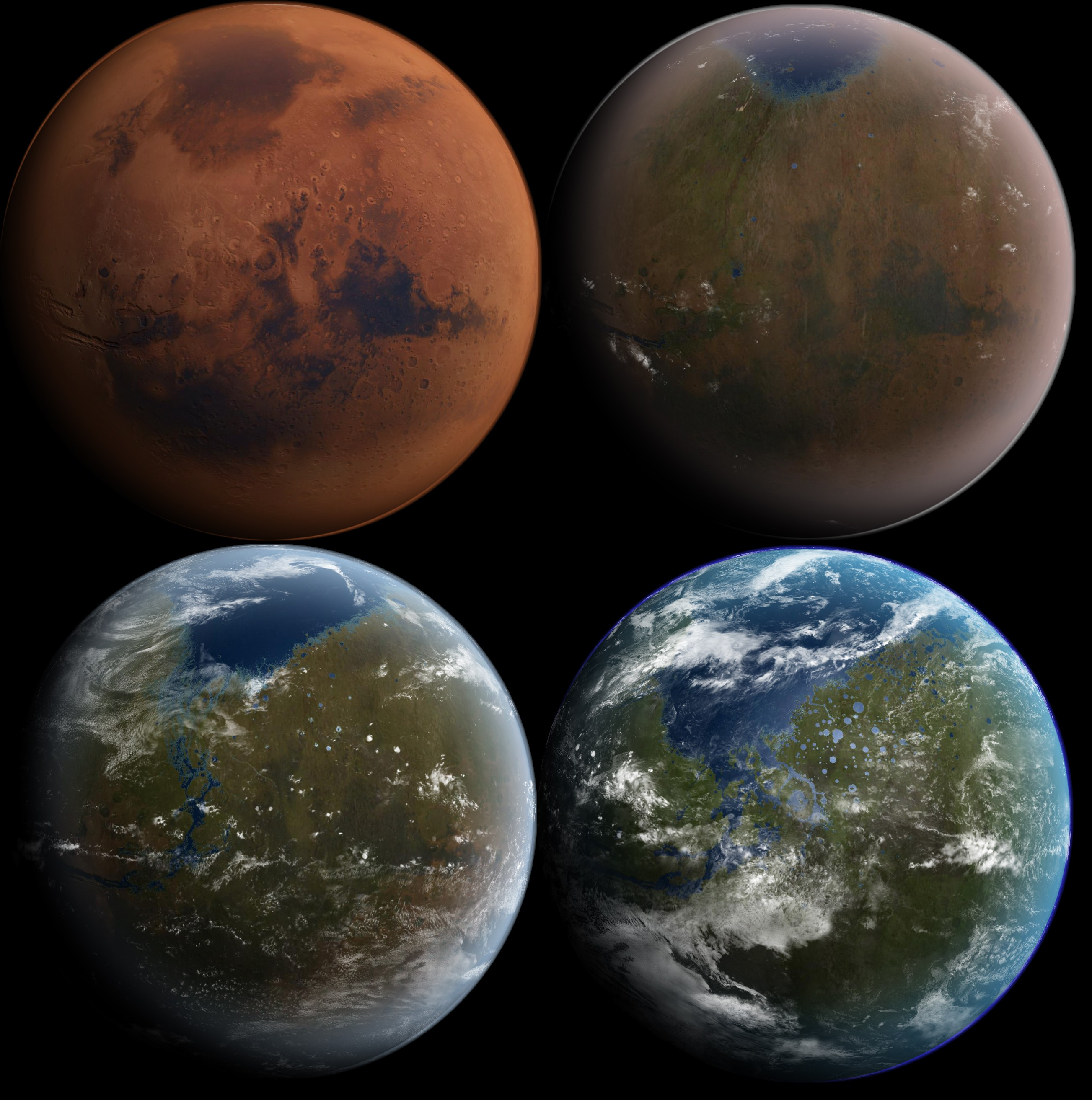
Vue d'artiste de différentes étapes d'une terraformation.

La terraformation est un des grands thèmes de la science-fiction. Dans son roman Semailles humaines, écrit en 1957, l'écrivain James Blish la définissait ainsi : « Terraformation : technique consistant à façonner les planètes à l'image approximative de la Terre pour que les Terriens normaux puissent y vivre ».

## Historique
Octave Béliard, dans son récit « La Journée d'un Parisien au XXIe siècle » publié en 1910, est l'un des premiers à concevoir l'idée que l'on puisse modifier la biosphère d'une planète afin de rendre ses conditions de vie assez semblables à celles de la Terre pour qu'elle devienne colonisable.
Deux ans plus tard, lors de la publication des premiers épisodes de son récit, Une princesse de Mars, premier volume du Cycle de Mars, Edgar Rice Burroughs évoque l'hypothèse qu'une machine pourrait fabriquer l'air de la planète Mars et la rendre ainsi habitable. L'idée n'y est cependant présentée que pour offrir un rebondissement à l'intrigue et aucune modification planétaire conséquente n'est encore envisagée.
Enfin, dans son roman Les Derniers et les Premiers (Last and First Men) publié en 1930, Olaf Stapledon développera à son tour cette idée.
Les ouvrages de cette époque souffrent cependant d'un manque de connaissances scientifiques et la référence aujourd'hui est sans doute la trilogie de Kim Stanley Robinson : Mars la rouge, Mars la verte, Mars la bleue, principalement les deux premiers tomes où l'on assiste à la modification de la planète.
À l'inverse, et plutôt que d'attendre les milliers d'années nécessaires à la création complète d'une biosphère terrestre, c'est l'homme lui-même que l'on peut être tenté d'adapter à un milieu spécifique par diverses opérations médicales ou l'adjonction de dispositifs spéciaux. L'écrivain James Blish, dans Semailles humaines, a forgé le terme de « pantropie » (pantropy) pour désigner cette opération. Le roman de Robert Reed, Le Grand vaisseau, dans lequel une population d'ingénieurs adaptés à l'espace est chargé d'entretenir la coque extérieure du vaisseau, et le roman Homme-plus de Frederik Pohl, sont des exemples de cette « pantropie ».

## Liste d’œuvres

### Littérature
- 1910 : La Journée d'un Parisien au XXIe siècle, d'Octave Béliard. La lune se voit dotée d'une atmosphère puis de végétation dans le but d'y aménager une réserve naturelle à l'intention des espèces animales et végétales terrestres en danger, en attendant sa colonisation par l'homme[2].
- 1912 : Une princesse de Mars, premier volume du Cycle de Mars d'Edgar Rice Burroughs.
- 1930 : Last and First Men d'Olaf Stapledon.
- 1945-1984 : le Cycle du Ā (le Monde des Ā, les Joueurs du Ā, la Fin du Ā), de A. E. van Vogt se déroule sur une planète Vénus déjà terraformée.
- 1950 : Pommiers dans le ciel, de Robert A. Heinlein, raconte l'histoire d'un garçon émigré sur les fermes de Ganymède.
- 1951 : Les Sables de Mars, premier volume de la trilogie de l'espace d'Arthur C. Clarke.
- 1955 : La Voie martienne, recueil de nouvelles d'Isaac Asimov.
- 1960 : Chirurgien d'une planète, premier volume de La Saga d'Argyre de Gilles d'Argyre (pseudonyme de Gérard Klein).
- 1965 : Dune, de Frank Herbert, les Fremens et le planétologue Pardot Kynes modifient l'écosystème aride de la planète.
- 1969 : L'Île des morts de Roger Zelazny.
- 1986-1988 : Vénus des rêves et Vénus des ombres de Pamela Sargent.
- 1988 : Desolation Road de Ian McDonald.
- 1992-1996 : La Trilogie de Mars (Mars la rouge, Mars la verte, Mars la bleue), de Kim Stanley Robinson où l'on assiste à la colonisation et la terraformation de la planète.
- 2000 : dans le roman L'Espace de la révélation d'Alastair Reynolds, Resurgam est une planète en cours de terraformation.
- 2006 : Spin de Robert Charles Wilson : la planète Mars se voit terraformée, car l'espèce humaine craint pour sa survie sur Terre.
- 2014 : Red Rising de Pierce Brown : toutes les planètes et lunes sont terraformées[4].

### Bandes dessinées
- 2001-2008 : le manga Aqua et sa suite Aria, où Mars terraformée est appelée Aqua.
- Depuis 2011 : le manga Terra Formars de Yū Sasuga et Kenichi Tachibana

### Cinéma
- Dans la saga Star Wars, de nombreux mondes sont terraformés.
- 1990 : Total Recall évoque l'écogénèse de Mars par les stellaires.
- 2000 : Planète rouge, d'Antony Hoffman, évoque la terraformation de la planète afin de constituer un abri pour les Terriens.
- 2012 : Dans Prometheus, des ingénieurs pratiquent la terraformation sur des planètes afin d'en faire des bases militaires.
- 2013 : Dans Man of Steel, le général Zod, ennemi de Superman, tente de réaliser une « terraformation » inversée pour transformer la Terre en une nouvelle Krypton.

### Télévision
- 2002 : Firefly, de Joss Whedon, évoque la terraformation de dizaines de planètes et de centaines de lunes, conditionnées pour accueillir des colonies.
- 2010 : Dans Stonehenge Apocalypse, les cataclysmes causés par Stonehenge annoncent la terraformation de la Terre.
- 2008 : La terraformation est évoquée à la fin de l'épisode La Fille du Docteur de la série Doctor Who.
- 2013-2015 : Dans la série Defiance, la Terre a subi une terraformation accidentelle.

### Jeu vidéo
- 2003 : La planète-organisme « Acheron » dans Unreal II a été terraformée par l'Izanagi Corporation.
- 2009 : Blue Mars (en) développé par Avatar Reality (en) comme développeur.
- 2009 : Red Faction: Guerrilla
- 2016 : Stellaris développé par Paradox Development Studio.
- 2017 : Mass Effect Andromeda
- 2018 : Surviving Mars (DLC Green Planet) développé par Paradox Interactive

### Jeu de société
- 2017 : Terraforming Mars